# Лоуэ, Гордон
Гордон Лоуэ (англ. Gordon Lowe; 31 мая 1933, Галифакс, Западный Йоркшир — 6 июня 2003) — британский химик. Внёс значительный вклад в понимание механизмов работы ферментов, был пионером в использовании изотопно-меченых хиральных фосфо- и сульфо- эфиров. Исследовал взаимодействие комплексов платины с ферментами, что привело к созданию противомалярийных лекарственных препаратов.

## Семья
Гордон Лоуэ родился 31 мая 1933 года в Галифаксе и стал младшим ребёнком Гарри Лоуэ и Этель Лоуэ. Его отец был электриком, а его дед управляющим в Halifax Gas Works.
В 1956 году он женился на Гвинет Хантер (родилась 3 января 1934 года), с которой познакомился в церковной молодёжной группе. Она работала лаборантом сначала в Imperial Chemical Industries, а затем в Оксфордском университете. У пары было 2 сына: Энтони (родился 19 февраля 1964 года) и Ричард (родился 9 апреля 1966 года).

## Образование
Посещал начальную школу Worley Road, но провалил выпускной экзамен. Родители оплатили его обучение в en:Sowerby Bridge Grammar. В 1951 году Гордон Лоуэ стал выпускником Лондонского Имперского Колледжа. В 1954 году Гордон получил степень бакалавра с первоклассными почестями от Ассоциации Королевского колледжа Наук, премией губернатора и наградой Эдмунда Уайта за достижения в органической химии. Департамент Научных и Промышленных Исследований финансировал его докторскую работу, и он попал под непосредственное руководство Р. П. Линстеда (члена Лондонского Королевского Общества (ЛКО)), бывшего в то время Ректором Имперского Колледжа, а также Бэзила Видона (также члена ЛКО) и Е А. Браудэ. В 1957 году Гордон получил докторскую степень и диплом Имперского Колледжа за «Изучение ароматичности алициклических систем» и был награждён премией Эдмунда Уайта за исследования в органической химии.

## Научная деятельность

### Сотрудничество с Э. Р. Г. Джонсом
Сотрудничество с Э. Р. Г. Джонсом началось с работы над трихотецином — антигрибковым препаратом, изобретённым ICI. Соединение 1, имевшее сложное стереохимическое строение, было метаболитом грибов. Вскоре, поддерживаемые Glaxo, они перешли к изучение цефалоспоринов, производных цефалоспорина P1, соединения 2 и бета-лактамного цефалоспорина 3. В рамках данной работы они в основном занимались синтезом соединений. Параллельно этому, Лоуэ помогал Джонсу с другим исследованием, посвящённым природным ацетиленам. Основной упор делался на изучение структуры и пути биосинтеза метаболитов грибов (в основном вида Poria), таких, как соединение 4. Результатом их совместной работы стали 20 статей; последняя издана в 1966 году.

### Цефалоспорины
Работа Гордона Лоуэ над этими соединениями началась с Э. Р. Г. Джонсом и после 1966 года продолжилась независимо от него, концентрируясь в основном на новых синтетических подходах, включавших новый синтез тиазинов, S-гетероциклов, слитых с бета-лактамными кольцами, а также других ядерных аналогов с использованием фотолитических методов, включающих диазосоединения. Новый метод синтез бета-лактамов с помощью протеолитической перегруппировки Вульфа открыло путь для синтеза ядерных аналогов пенициллинов и цефалоспоринов. Он ознакомился с данной работой в 1975 и опубликовал большой обзор в 1979.

### Изотопно-меченые хиральные сложные эфиры
В 1978 году Лоуэ в соавторстве с Полом Куллисом опубдиковал работу на тему синтеза первого эфира фосфорной кислоты, который имел три изотопных меченых хиральных атома кислорода. Используя вещество с такой структурой стало возможно получить знание о стереохимии в фермент-катализируемых реакциях переноса фосфорильной группы.
Группа Лоуэ совершила синтез эфиров бензоина с хиральным атомом 18О, введённым посредством ацеталя и 17О из оксихлорида фосфора (схема 1). В 1981 году была получена абсолютная конфигурация трёх-изотопного фосфомоноэфира из известного в стереохимии прекурсора фосфолана. В развёрнутом обзоре были рассмотрены стерические особенности некоторых ферментативных переносов фосфорила; инверсия конфигурации при фосфоре была соотнесена с тремя трансфорил-трансферазам, находящимися в тройном комплексе. В серии связанных работ было показано, что большинство реакций с изменением стереохимии проходят по последовательным механизмам на основе инверсии конфигурации. Результаты работ, вплоть до 1983 года, кратко изложены в статье в журнале Accounts of Chemical Research.
В 1984 году Лоуэ опубликовал первую из серии статей по использованию изотопно-меченые хиральных эфиров сульфатов в изучении ферментативного механизма. Хиральные сульфаты получались окислением хиральных эфиров сульфитов с помощью тетраоксида рутения, а стерическое соответствие достигалось введением в систему лантанидов (схема 2). Конфигурации были подтверждены с помощью инфракрасной спектроскопии с использованием частот, характерных для хиральных групп. Было показано, что простой перенос сульфата с фенилсульфата на вторичный спирт происходит с инверсией конфигурации. Доступность хиральных эфиров сульфатов позволила Лоуэ и его группе связать свои исследования с изучением серии фермент-катализируемых переносов сульфатной группы. Работа была закончена в 1991 году. В реакции переноса сульфата от фенилового эфира на p-крезол, катализируемой сульфотрансферазой из бактерии Eubacterium A-44, наблюдается сохранение конфигурации серы, предположительно формирующей сульфо-ферментный интермедиат, взаимодействуя, вероятно с остатком тирозина. Эта работа была выпущена в 1998 году.

### Интеркаляторы ДНК
Лоуэ проводил работу по изучению интеркаляторов ДНК. Полученный им пиколин пиридин 5 оказался гораздо более сильным интеркалятором, чем ранее известные комплексы, в которых четвёртым лигандом была гидроксиэтилтиогруппа. Это объясняется двойным положительным зарядом комплекса PtII. За этим последовало исследование взаимодействия с модельным самокомплементарным олигонуклеотидом, связывающимся с дезоксигуанозином на 3’-конце методом масс-спектрометрии. После удаления бис-интеркалятора сверхспирализованные участки, катенаны и узлы оставляют на себе его отпечаток. Такие соединения имеют возможно применять для изучения трёхмерной организации ДНК, в частности около сайтов репликации, рекомбинации и действия топоизомераз. Вставка азидной группы, как в соединении 6, в ядро терпиридина позволяет провести фотоаффинное мечение сайта связывания интеркалятора. Было обнаружено, что комплексы терпиридина токсичны по отношению к возбудителям лейшманиоза и трипаносомоза, а также к различным раковым клеткам яичников человека. Образующиеся комплексы необратимо ингибируют трипанохион бактерий Trypanosoma cruzi, не затрагивая при этом человеческую глутатионредуктазу. Некоторые из этих соединений цитотоксичны более, чем карбоплатина, использовавшаяся для терапии в то времяя. Комплекс металлирует рекомбинантный человеческий сывороточный альбумин через свободную тиольную группу и в таком виде может быть доставлен к другим тиолам. Человеческий сывороточный альбумин может, таким образом, рассматриваться как природный механизм транспорта комплексов к целевым опухолевым клеткам. Тот факт, что многие опухолевые клетки имеют высокие уровни тиоредоксин-редуктазы, стимулировал синтез новых комплексов платины для направленного ингибирования, и конкретные примеры, такие как соединение 7, оказались очень эффективны.

### Пептидо-нуклеиновые кислоты
В сотрудничестве со своим тайским коллегой, Tirayut Vilaivan, Лоуэ исследовал пептидо-нуклеиновые кислоты (ПНК) и опубликовал серию из восьми статей по этой теме, концентрируясь на структурах пирролидинила и аналогичных цепочках, и поиске стабильных гибридов их с олигонуклеотидами. С использованием глицилпролиновых связок была уменьшена самоагрегация, а с добавлением серина улучшена растворимости в воде. Так же было проведено изучение гибридизации с хиральными формами ПНК.

### Исследования ферментов
Работы по изучению механизмов действия ферментов начались с механистических исследований папаина — цистеиновой протеазы, которая расщепляет пептидные связи лейцина и глицина. Молярная масса этой протеазы составляет 21 кДа и её структура хорошо изучена. Лоуэ, в сотрудничестве со своим студентом Эндрю Уильямсом, показал, с помощью спектроскопии, что активный сайт включает в себя тиоловую группу цистеина, детектировав ацилированные тиогруппы. Ранее другая научная группа высказала предположение, что в данном процессе так же принимают участие карбоксилаты, в качестве нуклеофилов, но Лоуэ и Уильямс опровергли это представление. Исследование с помощью маркеров показало, что когда остаток цистеина алкилирован хлоркетоном с радиоактивной меткой, наблюдается связывание в цистеине в 25 позиции белка. Позже, работа с бис-электрофилами показала, что остаток гистидина в позиции 106 также оказывал влияние на процесс.
Методом молекулярного моделирования было изучено взаимодействие между молекулами антифолата и группами, находящимися в активном центре редуктазы. Это дало понимание основ резистентности к лекарствам с помощью мутаций в активном центре и задало направление для модификации структуры антифолата. Были синтезированы вещества, модифицированные по арильной группе с помощью бис-замещения, что позволило увеличить активность в сравнении с уже известными соединениями; некоторые из полученных соединений имели низкую цитотоксичность.